# توماس سميث ويليامسون
توماس سميث ويليامسون (بالإنجليزية: Thomas Smith Williamson)‏ هو مترجم ومبشر وطبيب أمريكي، ولد في مارس 1800، وتوفي في 24 يونيو 1879.